# COMTRAN
COMTRAN (COMmercial TRANslator) é uma linguagem de programação que serviu de base ao COBOL. Desenvolvida em 1957 por Bob Bemer da IBM, a linguagem continha pela primeira vez um elemento chamado de Picture Clause, que define o tamanho de quaisquer dados, tal como um dicionário define as palavras. Em particular o Picture Clause determina se os dados contêm letras e números, ou outras caracteristicas dos dados, incluindo formato, tamanho ou tipo.